# Joachim Meischner
Joachim Meischner (Dorfchemnitz, 13 agosto 1946) è un ex biatleta tedesco.

## Palmarès

### Olimpiadi invernali
- Bronzo a Sapporo 1972 nella staffetta 4x7,5 km.